# Anna Kashfi
Anna Kashfi, artiestennaam van Joan O'Callaghan, (Darjeeling, 30 september 1934 – Woodland, 16 augustus 2015) was een Britse actrice, die haar bekendheid vooral te danken had aan haar huwelijk met Marlon Brando.

## Levensloop en carrière
O'Callaghan werd geboren in India, dat in 1934 nog Britse kolonie was. Ze woonde tot haar 13de in India, daarna verhuisde ze naar Wales. Als actrice gebruikte ze de Indiaas klinkende naam Anna Kashfi. Haar eerste rol was die van een Indiaas meisje in The Mountain (1956) naast filmsterren Spencer Tracy en Robert Wagner. Een jaar later speelde ze een Koreaanse in Battle Hymn naast Rock Hudson. In 1958 speelde ze naast Glenn Ford en Jack Lemmon in Cowboy. Haar laatste film in deze periode was Night of the Quarter Moon (1959) met Nat King Cole. Hierna verscheen ze nog in enkele televisieseries.
Haar gloriejaren beleefde ze tijdens de jaren dat ze gehuwd was met Marlon Brando (1957-1959). Ze hadden samen 1 zoon: Christian Devi Brando (1958-2008). Anna Kashfi overleed in 2015 op 80-jarige leeftijd, een half jaar na Movita Castaneda, de tweede vrouw van Brando.

## Filmografie
- 1956 · The Mountain
- 1957 · Battle Hymn
- 1958 · Cowboy
- 1959 · Night of the Quarter Moon